# 莫德里亚赫
莫德里亚赫是奥地利施蒂利亚州沃茨伯格县的一个市镇。总面积22.02平方公里，总人口232人，人口密度10.5人/平方公里（2005年）。